# تاد کوپر
تود کوپر (به انگلیسی: Todd Cooper) (زادهٔ ۲۵ ژوئن ۱۹۸۳) شناگر اهل بریتانیا است.